# Kirche Dehringhausen

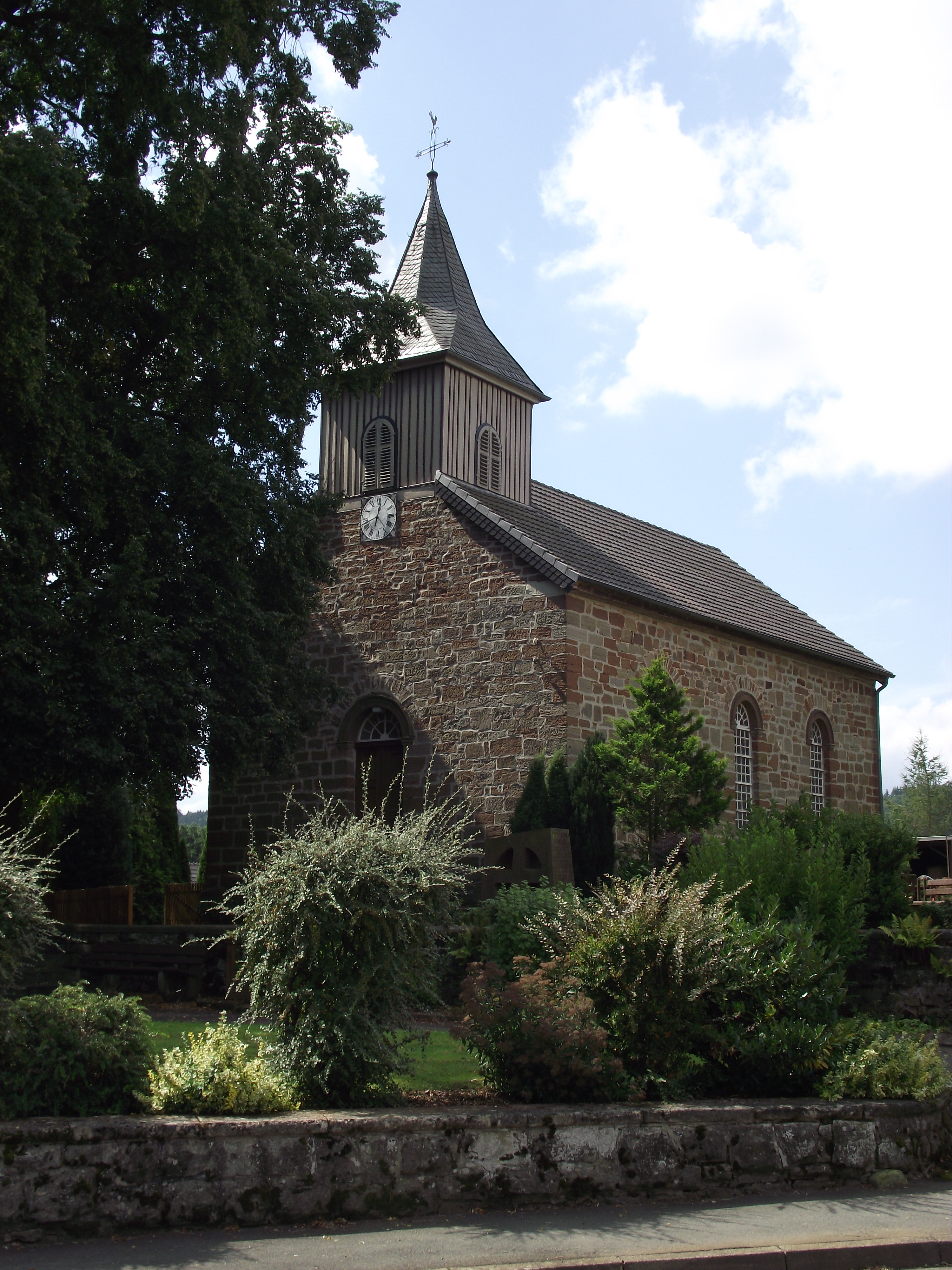
Kirche Dehringhausen

Die evangelisch-unierte Kirche Dehringhausen steht in Dehringhausen, einem Stadtteil der Stadt Waldeck im Landkreis Waldeck-Frankenberg in Hessen. Die Ortsgemeinde gehört zur Gesamtkirchengemeinde Waldeck im Kirchenkreis Eder im Sprengel Marburg der Evangelischen Kirche von Kurhessen-Waldeck.

## Beschreibung
Die ältere Kirche wurde zwar 1580 noch mit Strebepfeilern versehen, sie musste jedoch 1855 wegen Baufälligkeit abgerissen werden. An ihrer Stelle wurde 1855–57 die spätklassizistische Saalkirche aus Natursteinmauerwerk im Rundbogenstil errichtet. Aus dem Satteldach des Kirchenschiffs erhebt sich im Osten ein quadratischer Dachreiter, der mit einem geknickten, achtseitigen, spitzen, schiefergedeckten Helm bedeckt ist.
Die Kirchenausstattung stammt überwiegend aus der Bauzeit. Nur die Kanzel hinter dem Altar ist aus der Mitte des 17. Jahrhunderts. Die Orgel aus dem Jahr 1795 wurde in die neue Kirche übernommen. Seit 1970 war sie nicht mehr spielbar und wurde durch eine Elektronische Orgel ersetzt. Von 1999 bis 2002 wurde die alte Orgel von der Orgelbau Böttner restauriert.